# McDonald Bailey
Emmanuel McDonald Bailey (* 8. Dezember 1920 in Williamsville, Trinidad; † 4. Dezember 2013 in Port of Spain) war ein britischer Sprinter, der nach dem Zweiten Weltkrieg erfolgreich war.
Er gewann insgesamt vierzehn AAA-Meisterschaften:
| Jahr    | 1946 | 1947 | 1949 | 1950 | 1951 | 1952 | 1953 |
| 100 yds | 9,8  | 9,7  | 9,7  | 9,9  | 9,6  | 9,6  | 9,8  |
| 220 yds | 22,3 | 21,7 | 21,7 | 21,8 | 21,4 | 21,4 | 21,4 |

## Karriere
Bereits als Schüler des Queen’s Royal College in Port of Spain lief er 1937 mit 21,5 s über 220 Yards Landesrekord. Ein Jahr später nahm der 17-Jährige im Vereinigten Königreich erstmals an einer Meisterschaft teil und erreichte den Zwischenlauf. Dann unterbrach der Zweite Weltkrieg seine Karriere.
Im Jahr 1944 kehrte er als Angehöriger der Royal Air Force nach England zurück. Er wurde eingeladen, das Vereinigte Königreich in einem Länderkampf gegen Frankreich zu vertreten. Im ersten Nachkriegsjahr jedoch startete er bei den Central American and Caribbean Games im kolumbianischen Barranquilla wieder für Trinidad. Als Kapitän seiner Mannschaft gewann er Bronze über 100 Meter sowie in der Staffel.
Ende 1947 zog er sich eine schwere Beinverletzung zu, die im folgenden Jahr noch nicht ganz ausgeheilt war, sodass das Nationale Olympische Komitee von Trinidad und Tobago auf seine Nominierung für die Olympischen Spiele 1948 in London verzichtete. Daraufhin riet ihm sein Vater, der selbst im TTOA vertreten war, für das Vereinigte Königreich zu starten. Er tat es und belegte über 100 Meter den sechsten Platz (10,6 s)
Im Jahr 1949 war er wieder in Topform und stellte in Reykjavík mit 10,2 s über 100 Meter als vierter Läufer den 1936 von Jesse Owens erzielten Weltrekord ein. Die Veranstalter hatten versäumt, den für die Anerkennung von Rekorden erforderlichen Windmesser zu installieren, so dass noch zwei Jahre vergingen, ehe McDonald Bailey sich als Europarekordler eintragen durfte: Am 25. August 1951 legte er im jugoslawischen Belgrad die 100 Meter erneut in 10,2 s zurück. Mit 9,6 s hielt er bereits den britischen 110-Yards-Rekord.
Bei den Olympischen Spielen 1952 in Helsinki startete er über 100 Meter, 200 Meter und in der 4-mal-100-Meter-Staffel. Über 200 Meter kam er in 21,0 s auf den vierten Rang und fügte als Startläufer der britischen 4-mal-100-Meter-Staffel einen weiteren vierten Platz hinzu. Über 100 Meter hatte er indessen mehr Glück: Nachdem die ersten vier Läufer mit 10,4 s gestoppt worden waren, musste das Zielfoto entscheiden. Bailey wurde hinter dem Außenseiter Lindy Remigino und Herb McKenley die Bronzemedaille zuerkannt.
Nach Beendigung seiner sportlichen Laufbahn ging er nach Britisch-Guayana, wo er für die Firma Bookers arbeitete. Nach seiner Rückkehr nach Trinidad wurde er für die National Energy Corporation sowie die Shell Oil Company tätig. Als Mitglied des London Institute of Journalists kommentierte er für die BBC die Olympischen Sommerspiele 1960 in Rom sowie die British Commonwealth Games 1970 in Edinburgh. An den Olympischen Sommerspielen 1964 in Tokio nahm er als Trainer der Nationalmannschaft von Trinidad und Tobago teil. Als Sportjournalist arbeitete er für die Tageszeitung Trinidad Express und das Wochenmagazin Catholic News.
Im Jahr 1977 wurde er für seine sportlichen Leistungen mit der Chaconia Gold Medal geehrt. Sein Verdienst ist insbesondere die Propagierung des Langstreckenlaufs als Trainingsmittel.
McDonald Bailey war verheiratet und hatte fünf Kinder. Er lebte zuletzt in Port of Spain. Gegen Ende seines Lebens erblindete er, war aber weiter als Kolumnist für die Catholic News tätig. Er starb am 4. Dezember 2013.